# Lepturgotrichona
Lepturgotrichona is een kevergeslacht uit de familie van de boktorren (Cerambycidae). De wetenschappelijke naam van het geslacht werd voor het eerst geldig gepubliceerd in 1957 door Gilmour.

## Soorten
Lepturgotrichona omvat de volgende soorten:
- Lepturgotrichona bordoni Monné & Martins, 1976
- Lepturgotrichona cubaecola (Fisher, 1942)
- Lepturgotrichona stigmatica (Bates, 1881)